# Sacciolepis fenestrata
Sacciolepis fenestrata är en gräsart som beskrevs av Norman Loftus Bor. Sacciolepis fenestrata ingår i släktet Sacciolepis och familjen gräs. Inga underarter finns listade i Catalogue of Life.